# 維利沙納 (羅姆內區)
50°48′38″N 34°1′48″E / 50.81056°N 34.03000°E

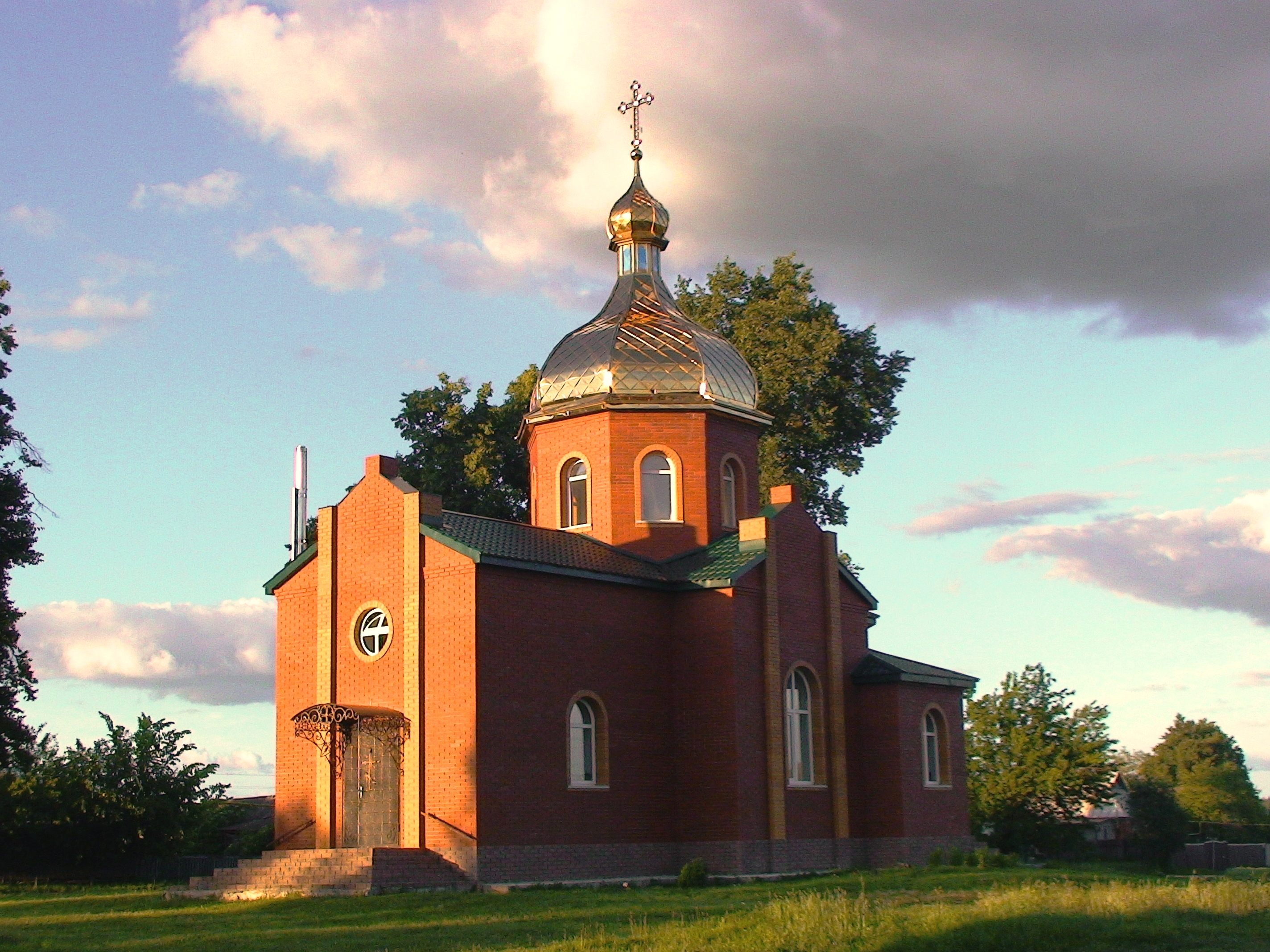
教堂

維利沙納（烏克蘭語：Вільшана）是位於烏克蘭東北部的村莊，由蘇梅州羅姆內區的維利沙納市鎮負責管轄，並為該市鎮的行政中心。該村處於蘇拉河右岸，距離菲洛諾韋2.5公里，海拔高度149米，2001年人口2,235。